# Oxygène
Oxygène este un album de muzică electronică compus de Jean Michel Jarre în 1976.
Oxygène a devenit unul dintre cele mai populare albume de muzică electronică, fiind vândut în peste 15 milioane de exemplare în lumea întreagă.
Piesa Oxygène (Part IV) a fost publicată apoi ca single și a devenit unul dintre cele mai cunoscute cântece de muzică electronică din toate timpurile. Oxygène (Part II) apare în muzica filmului Gallipoli.

## Listă de piese
1. Oxygène (Part I) – 7:40
2. Oxygène (Part II) – 8:09
3. Oxygène (Part III) – 2:55
4. Oxygène (Part IV) – 4:15
5. Oxygène (Part V) – 10:24
6. Oxygène (Part VI) – 6:21

## Instrumente
- ARP 2600
- A.K.S Synthesizer
- EMS VCS3
- R.M.I. Harmonic Synthesizer
- Farfisa Organ
- Eminent
- Mellotron
- Rhythmin' Computer